# Kintsugi
Kintsugi (japanisch 金継ぎ „Goldverbindung, -flicken“) oder seltener Kintsukuroi (金繕い, „Goldreparatur“) ist eine traditionelle japanische Reparaturmethode, bei der zerbrochene Keramik- oder Porzellanbruchstücke mit Urushi-Lack geklebt, oder fehlende Scherben mit einer in mehreren Schichten aufgetragenen Urushi-Kittmasse ergänzt werden, die häufig mit Gold-, Silber- oder Platinpulver vermischt werden. Anstatt die Schäden zu verstecken, werden sie betont, wodurch das reparierte Objekt eine charakteristische Ästhetik erhält.
Die Kunst des Kintsugi, bei der zerbrochene Keramik mit einer Lackschicht repariert wird, die mit Gold-, Silber- oder Platinpulver vermischt ist, hebt den Schaden hervor und würdigt die Geschichte und Vergänglichkeit des Objekts. Dies entspricht den Prinzipien von Mono no Aware und Wabi-Sabi. Die Formen, Farben (oft gedämpft) und Texturen (manchmal rau) japanischer Keramiken, insbesondere solcher, die mit der Teezeremonie in Verbindung stehen, können ein Gefühl von „Mono no Aware“ hervorrufen. „Mono no Aware“ ist ein japanischer Ausdruck, der Einfachheit, Natürlichkeit und die Schönheit der Unvollkommenheit beschreibt.

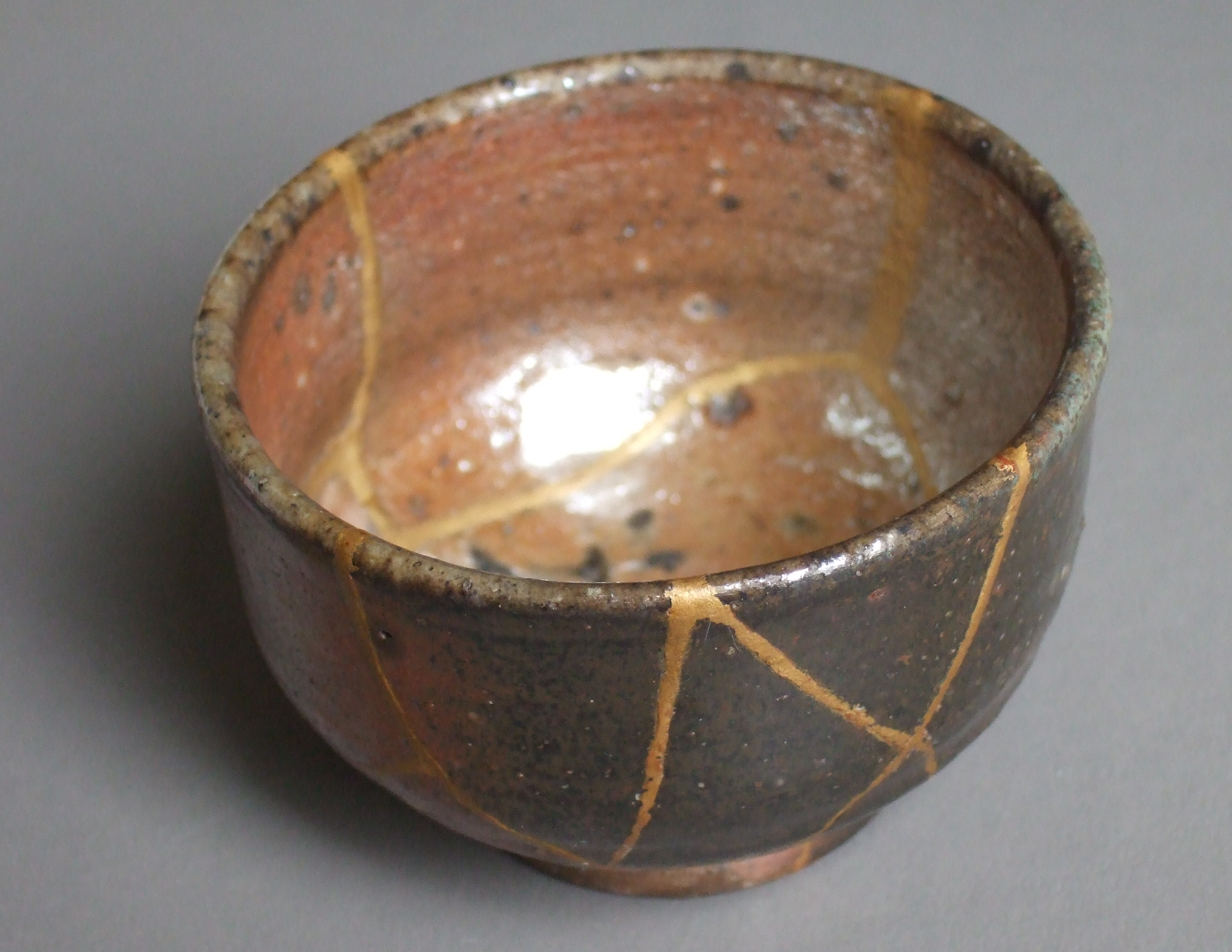
Kintsugi-Schale. Die mit Goldlack reparierten Bruchlinien sind deutlich zu erkennen.

## Geschichte
Vor dem Hintergrund des sich stärker verbreitenden Zen-Buddhismus entwickelte sich im Japan des 16. Jahrhunderts auf Betreiben einiger Teemeister trotz des Widerstandes der wohlhabenden Klasse, welche die Teezeremonie als Tradition zur Vorführung von Glanz und Luxus betrieb, ein neues ästhetisches Prinzip – Wabi Sabi. Die japanische Wabi-Sabi-Ästhetik reicht von einer metaphysischen Basis über geistige Werte, moralische Vorschriften bis hin zur stofflichen Qualität, die auch in der Teekunst zum Ausdruck kommt und sich auf viele Bereiche der Kunst und Kultur auswirkt. Die Einfachheit und die Wertschätzung der Fehlerhaftigkeit stehen im Zentrum dieser Anschauung. Vor diesem Hintergrund entwickelte sich Kintsugi – die Goldverbindung, die den Makel hervorhebt.

## Sonstiges
- In der Verfilmung Chemical Hearts, nach einem Roman von Krystal Sutherland, wird diese Reparaturmethode gezeigt, sowohl für Keramik als auch symbolisch für andere zerbrochene Dinge.
- Miku Sophie Kühmel verwendet Kintsugi als Titel für ihren 2019 erschienenen Roman, der von der Reparatur einer Beziehung handelt.
- Ein Titel des Rappers Cr7z trägt den Namen Kintsugi.
- Im Film The Golden Thread[4] wird Kintsugi als Prinzip, symbolisch die unterschiedlichen Teile eines Lebens im Guten zu verbinden, gezeigt.
- Der europäische Beruf des Geschirrflickers wird aufgrund günstiger werdender industriell hergestellter Keramik seit dem 20. Jahrhundert kaum noch ausgeübt.